# Aridai Cabrera Suárez
Aridai Cabrera Suárez (Las Palmas de Gran Canària, Província de Las Palmas, 26 de setembre de 1988), és un futbolista canari. Juga de davanter i el seu actual equip és la Villa Santa Brígida.
El 2010 arriba el RCD Mallorca procedent de l'Universidad de Las Palmas CF. El juliol de 2012 fitxa pel Girona FC per a les dues següents temporades. El gener de 2013 rescindeix el contracte amb l'equip gironí i s'incorpora al filial del Real Betis Balompié. El juny de 2014 i en la fase final d'ascens a 2a A amb L'Hospitalet va ser fitxat pel CE Sabadell per a la temporada 2014-15.